# Reinhart Siegert

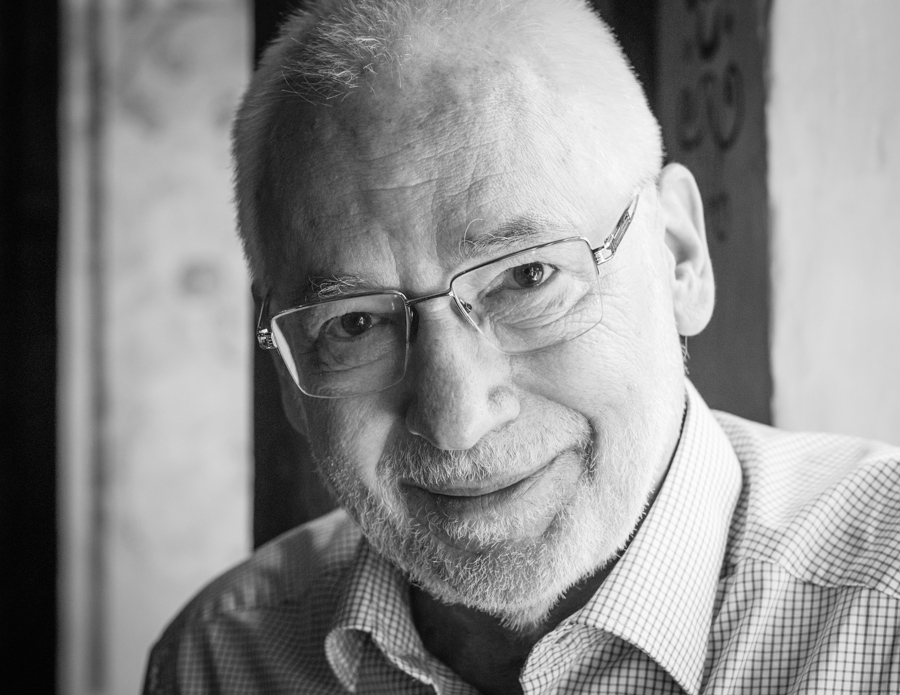
Reinhart Siegert, 2017

Reinhart Siegert (* 7. Januar 1945 in Oberlungwitz) ist ein deutscher Literaturhistoriker. Seine Forschungen haben maßgeblich dazu beigetragen, die Forschungen zu den Lesestoffen des „gemeinen Mannes“ und die auf diesen gerichteten Aufklärungsbemühungen zu intensivieren. Durch ihn wurde besonders die  aufklärerische Bürgerinitiative, die sich selbst als „Volksaufklärung“ bezeichnete, in ein breiteres Bewusstsein gerückt.

## Leben und Wirken
Siegert wuchs in Augsburg, Ravensburg und Emmendingen auf. Nach dem Militärdienst und einem Praktikum als  Maschinenbauer studierte er an der Universität Freiburg Germanistik, Geschichte und Volkskunde. Seine Promotion bei Joachim Dyck und Wolfram Mauser zum Thema „Aufklärung und Volkslektüre“ erfolgte 1977, wurde 1978 publiziert und 1980 mit dem Schubart-Preis der Stadt Aalen ausgezeichnet. Nach einigen Berufsjahren als Gymnasiallehrer war Siegert Wissenschaftlicher Mitarbeiter an den Universitäten Bremen und Freiburg. Nach der Habilitation im Jahre 1991 wurde er 2003 zum Professor für Neuere deutsche Literaturgeschichte an der Universität Freiburg ernannt.
Die Themen seiner wissenschaftlichen Arbeiten liegen in den Bereichen der Geistes-, Sozial- und Kulturgeschichte des 18. und 19. Jahrhunderts. Durch quellenreiche Studien zum literarischen Leben, zur Geschichte der Medien und des Mediengebrauchs und zur Bildungsgeschichte, vor allem auch durch umfangreiche bibliographische Tätigkeit, leistete Siegert grundlegende Beiträge zur interdisziplinären Aufklärungsforschung. Sein Fokus liegt weniger auf der akademischen Hochkultur als in der Alltagsgeschichte und in Grenzbereichen zwischen niederer und höherer Bildung. Das gemeinsam mit dem Medienhistoriker Holger Böning erarbeitete „Biobibliographische Handbuch zur Popularisierung aufklärerischen Denkens im deutschen Sprachraum von den Anfängen bis 1850“ (sieben Bände seit 1990) dokumentiert umfassend volksaufklärerisches Bemühen im deutschsprachigen Raum. Insgesamt wurden ca. 10.000 Schriften von mehreren tausend Autorinnen und Autoren bibliographisch und inhaltlich beschrieben. Die datenbankbasierte Edition ist auch beispielhaft für den Einsatz digitaler Verfahren in der Geschichtswissenschaft seit den 1990er Jahren. 2006/2007 wirkte Siegert im Beirat der Machbarkeitsstudie für das groß angelegte Erfassungs- und Digitalisierungsprojekt „VD 18“ der Deutschen Forschungsgemeinschaft.
Siegert ist langjähriges Mitglied der Deutschen und der Schweizerischen Gesellschaft zur Erforschung des 18. Jahrhunderts und der Gesellschaft für Buchforschung in Österreich.

## Schriften (Auswahl)
- Aufklärung und Volkslektüre. Exemplarisch dargestellt an Rudolph Zacharias Becker und seinem „Noth- und Hülfsbüchlein“. Mit einer Bibliographie zum Gesamtthema. In: Archiv für Geschichte des Buchwesens, Bd. 19, Frankfurt a. M. 1978, Sp. 565–1344. Als Separatdruck unter demselben Titel Frankfurt a. M.: Buchhändlervereinigung 1978 [Diss. Univ. Freiburg, 1977]. Auch als erg. u. erw. Neuausgabe Bremen 2022, s. unten.

- mit Holger Böning: Volksaufklärung. Biobibliographisches Handbuch zur Popularisierung aufklärerischen Denkens im deutschen Sprachraum von den Anfängen bis 1850, Bd. 1–4, Stuttgart-Bad Cannstatt: Frommann-Holzboog 1990 ff.

- mit Richard Auernheimer: Isaak Maus und sein Badenheim. Isaak Maus (1748–1833) als Bauer, Familienvater, Bürgermeister und Dichter in seinem Heimatort Badenheim. Festschrift zu seinem 250. Geburtstag und zugleich ein Beitrag zur Ortsgeschichte von Badenheim. Alzey: Verlag der Rheinhessischen Druckwerkstätte 1998.

- mit Fritz Schellack: Jacob Hirschmann (1803–1865). Bürgermeister, Bauer und Dichter in Sprendlingen (Rheinhessen). Festschrift und Textedition anlässlich seines 200. Geburtstages. Hrsg. von der Ortsgemeinde Sprendlingen. Sprendlingen: [Gemeindeverwaltung] 2003.

- Studien zum Zeitalter der Aufklärung im deutschsprachigen Raum 1750–1850. Bd. 1: Gesammelte Studien zur Volksaufklärung; Bd. 2: Gesammelte Studien zum Literarischen Leben der Goethezeit, zur Sozialgeschichte der Literatur, zu den Konfessionskulturen, zur Alphabetisierung und zur Nationalbibliographie der deutschsprachigen Länder; Bd. 3: Aufklärung und Volkslektüre. Bremen: edition lumière 2021, 2021, 2022.